# 145 (szám)
A 145 (száznegyvenöt) a 144 és 146 között található természetes szám.
A 145 álprím és ötszögszám. Tizenhatszögszám.
A 145 a negyedik olyan szám, amely kétféleképpen is előáll két négyzetszám összegeként: {\displaystyle 145=12^{2}+1^{2}=8^{2}+9^{2}}.
Leyland-szám, tehát felírható {\displaystyle x^{y}+y^{x}} alakban ({\displaystyle 145=3^{4}+4^{3}}).
A 145 megegyezik a tízes számrendszerben a számjegyei faktoriálisainak összegével ({\displaystyle 145=1!+4!+5!}). Mindössze 4 természetes szám bír ezzel a tulajdonsággal: 1, 2, 145, 40585.